# Végtelen történet (film)
A Végtelen történet (eredeti cím angolul: The NeverEnding Story, németül: Die unendliche Geschichte) 1984-ben bemutatott nyugatnémet–brit–amerikai koprodukcióban készült fantasy film, melynek történetét Michael Ende azonos című regénye ihlette, és a Végtelen történet trilógia 1. része. Nyugat-Németországban 1984. április 6-án, Amerikában 1984. július 20-án, Magyarországon az első szinkronnal 1986. december 18-án mutatták be a mozikban. Két további magyar szinkronváltozat is készült belőle, amelyekből a másodikat az RTL Klubon 2002. május 20-án, a harmadikat a Digi Filmen 2014-ben vetítették le a televízióban.
Az azonos című dalt Limahl énekelte.

## Cselekmény
Bastian, a 10 éves kisfiú suhancok elől menekül és betér egy könyvesboltba. Kölcsönvesz egy könyvet, aminek "Végtelen történet" a címe. A könyv Fantáziaország történetét meséli el, amit a fiú az iskolájában olvas. A történet szerint Fantáziaország császárnője megbetegszik, és a "Semmi" nevű erő el akarja pusztítani Fantáziaországot. Egyetlen reményük Atrejuban van, aki egy sárkány segítségével próbálja megakadályozni a teljes pusztulást.

## Szereplők
| Szereplő              | Színész          | 1. magyar szinkron (MOKÉP, 1986) | 2. magyar szinkron (RTL Klub, 2002) | 3. magyar szinkron (Digi Film, 2014) |
| Szereplő              | Színész          | Magyar hang                      | Magyar hang                         | Magyar hang                          |
| --------------------- | ---------------- | -------------------------------- | ----------------------------------- | ------------------------------------ |
| Bastian Bux           | Barret Oliver    | Igaz Levente                     | Gacsal Ádám                         | ?                                    |
| Atreyu                | Noah Hathaway    | Boros Zoltán                     | Czető Roland                        | ?                                    |
| Gyerek-császárnő      | Tami Stronach    | Segesvári Gabriella              | Czető Zsanett                       | ?                                    |
| Urgl                  | Patricia Hayes   | Pápai Erzsi                      | Bókai Mária                         | ?                                    |
| Engywook              | Sydney Bromley   | Velenczey István                 | Versényi László                     | ?                                    |
| Mr. Bux, Bastian apja | Gerald McRaney   | Végvári Tamás                    | Németh Gábor                        | ?                                    |
| Cairon                | Moses Gunn       | Makay Sándor                     | Barbinek Péter                      | ?                                    |
| Koreander             | Thomas Hill      | Bicskey Károly                   | Makay Sándor                        | ?                                    |
| Pirinyó               | Deep Roy         | Varga T. József                  | Seder Gábor                         | ?                                    |
| Éji manó              | Tilo Prückner    | Petrik József                    | Pusztaszeri Kornél                  | ?                                    |
| Szereplő              | Színész          | Magyar hang                      | Magyar hang                         | Magyar hang                          |
| Falkor                | Alan Oppenheimer | Bács Ferenc                      | Kerekes József                      | ?                                    |
| G'mork                | Alan Oppenheimer | Dózsa László                     | Kárpáti Tibor                       | ?                                    |
| Kőfaló                | Alan Oppenheimer | Farkas Antal                     | Faragó András                       | ?                                    |
| Morla                 | Alan Oppenheimer | Gruber Hugó                      | ?                                   | ?                                    |
| Narrátor              | Alan Oppenheimer | Pathó István                     | ?                                   | ?                                    |

## Televíziós megjelenések
- 1. magyar szinkron: TV-2 / M2, HBO, Duna TV / Duna, M1, AMC, Paramount Network
- 2. magyar szinkron: RTL Klub, Cool, Film+, Viasat 3
- 3. magyar szinkron Digi Film

## Fordítás
- Ez a szócikk részben vagy egészben  a   The NeverEnding Story (film) című angol Wikipédia-szócikk fordításán alapul.  Az eredeti cikk szerkesztőit annak laptörténete sorolja fel. Ez a jelzés csupán a megfogalmazás eredetét és a szerzői jogokat jelzi, nem szolgál a cikkben szereplő információk forrásmegjelöléseként.